# رورکی
رورکی (به انگلیسی: Rurki) یک منطقهٔ مسکونی در پاکستان است که در پنجاب واقع شده‌است. رورکی ۱۷۵ متر بالاتر از سطح دریا واقع شده‌است.